# Шарретье, Морис
Морис Шарретье (фр. Maurice Charretier; 17 сентября 1926, Сен-Жени-де-Комола, департамент Гар, Франция — 30 сентября 1987) — французский государственный деятель, министр торговли и ремесел Франции (1979—1981).

## Биография
Получил высшее юридическое образование, в 1965 г. был избран мэром города Карпантрас в департаменте Воклюз, эту должность он занимал до своей смерти.
Депутат Национального Собрания Франции (1978—1986) от блока Республиканская партия/Союз за французскую демократию, с 1986 г. — член французского Сената. Являлся членом комитета по законодательству.
В 1979—1981 гг. — министр торговли и ремесел Франции.